# Karlskrona
Karlskrona (UK: /ˈkɑːrlskroʊnə/, US: /kɑːrlzˈkruːnə/, tiếng Thụy Điển: [kaɭsˈkrûːna] ⓘ hoặc [karlsˈkrûːna]) là thủ phủ của đô thị Karlskrona, hạt Blekinge, Thụy Điển. Nó có dân số 66.675 người vào năm 2018. Đây cũng đồng thời là thủ phủ của hạt Blekinge. Karlskrona được biết đến là thành phố baroque duy nhất của Thụy Điển và là nơi đặt Căn cứ Hải quân duy nhất còn sót lại của Thụy Điển, nơi đặt trụ sở của Cảnh sát biển Thụy Điển.

## Địa lý
Thành phố Karlskrona trải rộng trên 30 hòn đảo ở phía đông quần đảo Blekinge với Trossö là hòn đảo chính. Các hòn đảo đông dân cư khác là Saltö, Sturkö, Hästö, Långö và Aspö. Đảo Stumholmen trước đây là tài sản của Hải quân và ngày nay nó chứa Bảo tàng Hải quân Quốc gia. Bên ngoài thành phố là quần đảo Karlskrona, là quần đảo tận cùng phía nam của Thụy Điển. Một số hòn đảo được kết nối với thành phố bằng phà.